# 57 (число)
Вижте пояснителната страница за други значения на 57.
57 (петдесет и седем) е естествено, цяло число, следващо 56 и предхождащо 58.
Петдесет и седем с арабски цифри се записва „57“, а с римски цифри – „LVII“. Числото 57 е съставено от две цифри от позиционните бройни системи – 5 (пет) и 7 (седем).

## Общи сведения
- 57 е нечетно число.
- 57 е атомният номер на елемента лантан.
- 57-ият ден от годината е 26 февруари.
- 57 е година от Новата ера.
- Класическият обработен като брилянт диамант е с 57 фасети (58 с калета).